# Philolaos
Philolaos (greacă: Φιλόλαος Philólaos) (c. 480 î.Hr. – c. 405 î.Hr.) a fost matematician și filosof grec.
Cea mai bună mărturie pentru perioada în care a trăit este menționarea sa în dialogul platonician Phaidon, unde se indică faptul că Philolaos a locuit în Teba dar a părăsit-o înainte de moartea lui Socrate.
A fost un important pitagorician din secolul al V-lea î.Hr.. Cele douăzeci de fragmente atribuite lui Philolaos par a fi contrafaceri post-aristotelice.

## Cosmologie
Philolaos a fost primul filosof care a atribuit mișcare Pământului. Susținea că nouă corpuri cerești se rotesc în jurul unui foc central. Cel mai aproape de centru, antichton sau antipământul, o planetă invizibilă, apoi Pământul, Luna, Soarele, cinci planete după care venea sfera purtătoare a stelelor fixe. Dincolo de acest strat exterior, un zid din eter fierbinte închidea universul din toate părțile. Acest "foc exterior" era o a doua sursă de lumină.